# 王伯源
王伯源（1989年4月26日—），生於台灣台北市，畢業於國立臺灣師範大學大眾傳播研究所，為台灣知名兒少節目主持人。主持多部電視節目及活動，也參與多部電視劇、網路短劇、微電影拍攝。2014年曾以電視節目《生活裡的科學》榮獲第四十九屆電視金鐘獎-兒童少年節目主持人獎，2018年擔任淡水曙光祭跨年晚會主持人，2021年加入東森幼幼台，成為YOYO家族中的星星哥哥。2023年憑藉電視節目《一樣不一樣》獲得第五十八屆電視金鐘獎-兒少節目主持人獎。

## 演藝生涯
王伯源出生於臺北市，高中時就讀南強高級工商職業學校電影電視科戲劇組，因此為演藝生涯埋下一顆種子，大學從國立臺灣戲曲學院民俗技藝學系習得了特技專長，其主修為單輪車及高車踢碗。2008年曾参加模范棒棒堂新生征选、YOYO星势力新秀选拔活动，结果未入围。2010年8月服兵役時進入了替代役公益暨反毒大使團因而接觸主持行當。大學畢業及服兵役退伍後，王伯源因通過大愛電視及MOD電視台MY KIDS TV兒童節目主持人海選順利開啟節目主持生涯，並正式出道踏入演藝圈。
2014年以電視節目《生活裡的科學》榮獲第四十九屆電視金鐘獎-兒童少年節目主持人獎，2016年入圍第五十一屆電視金鐘獎及廣播金鐘獎，憑藉著與內政部警政署警察廣播電台合作的當「VR音聲」遇上「文化平權」拿下生平第二座金鐘獎。至今主持許多兒童少年節目，代表作為《生活裡的科學》，2019年再推出全臺唯一情緒節目《伯源哥哥的秘密屋》，憑藉此節目及《TRY科學》再次入圍第54、56、57屆電視金鐘獎-兒童少年節目主持人獎。
2023年10月20日，王伯源憑藉「一樣不一樣」拿下第58屆電視金鐘獎兒童少年節目主持人獎。

## 主持作品

### 電視節目
| 年份      | 電視台     | 節目名稱                         | 角色       |
| --------- | ---------- | -------------------------------- | ---------- |
| 2012-2016 | MY KIDS TV | 動漫最前線                       | 節目主持人 |
| 2012-2016 | 大愛電視台 | 當我們童在一起                   | 節目主持人 |
| 2012      | 大愛電視台 | 幸福聯絡簿                       | 短劇演員   |
| 2012      | 大愛電視台 | 呼叫妙博士                       | 短劇演員   |
| 2013-2018 | 大愛電視台 | 生活裡的科學                     | 節目主持人 |
| 2015-2016 | 大愛電視台 | 美麗新生活                       | 外景主持人 |
| 2016      | 大愛電視台 | 情牽四萬里                       | 固定班底   |
| 2017      | 大愛電視台 | 童在一起+                        | 節目主持人 |
| 2018      | 大愛電視台 | 小主播看天下wow                  | 節目主持人 |
| 2019-2021 | 大愛電視台 | 伯源哥哥的秘密屋                 | 節目主持人 |
| 2020-2021 | 大愛電視台 | TRY科學                          | 節目主持人 |
| 2020      | 中視       | OSSO!自然 驚奇VR生態館之前進校園 | 節目主持人 |
| 2022-     | YOYOTV     | YOYO點點名                       | 節目主持人 |
| 2023      | 大愛電視台 | 孩子看世界                       | 節目主持人 |
| 2023      | 大愛電視台 | 一樣不一樣                       | 節目主持人 |
| 2024      | 華視       | 開拍吧親子                       | 節目主持人 |

### 出版節目
| 年份      | 出版單位 | 節目名稱  | 角色     |
| --------- | -------- | --------- | -------- |
| 2012-2024 | 巧連智   | 學習版DVD | 源源哥哥 |

### 廣播節目
- 2014年　國立教育廣播電台邀請專訪
- 2016年　警察廣播電台《當「VR音聲」遇上「文化平權」》

### 網路節目
- 2021年 《大學同學會》
- 2019年 《福里長辦公室》（搭檔：蘇打綠團長何景揚）
- 2019年 《家知識》

### 活動主持
- 2015年　育藝深遠與台北市立交響樂團合作演出（主持人）/ 教育部敬師月影片競賽頒獎典禮（主持人）/ 新加坡牛車水中秋綜藝晚會（主持人、歌手，共五場）/ 中國深圳孔子樂園活動（策劃、主持人）/ 台北國際動漫節聲優簽名會逾五場（主持人）
- 2016年　與蘇打綠團長阿福共同製作華山站勇氣部落之龍傳說表演（主持人、總導演）/ 育藝深遠與台北市立交響樂團合作演出（主持人）/ 媒體觀察基金會適齡兒童標章頒獎典禮（主持人）
- 2018年　淡水《曙光祭》跨年晚會主持人/ WOW！TAIWAN！紐約主持快閃秀（中英雙語主持）
- 2019年　淡水《曙光祭》跨年晚會主持人
- 2021年 《Tiger Family》護脊書包記者會主持人

## 戲劇作品

### 電影
| 年份 | 劇名     | 角色       |
| ---- | -------- | ---------- |
| 2022 | 科學少女 | 小陳(客串) |

### 電視劇
| 年份 | 電視台     | 劇名     | 角色       |
| ---- | ---------- | -------- | ---------- |
| 2006 | 大愛電視台 | 人生旅程 | 總務股長   |
| 2006 | 大愛電視台 | 無盡的愛 | 阿凱       |
| 2016 | 大愛電視台 | 阿燕     | 阿林(青年) |
| 2019 | 三立電視台 | 炮仔聲   | 趙逸翔     |

### 微電影
| 年份 | 電視台     | 劇名       | 角色 |
| ---- | ---------- | ---------- | ---- |
| 2015 | 大愛電視台 | 愛一直都在 | 兒子 |

### 舞台劇
- 2018年　如果兒童劇團《流浪者之歌2 等你》飾演 流浪狗-蕭邦
- 2019年　幾米原創舞台劇《忘記親一下》飾演 男主角小樹
- 2022年　五面沉浸式劇場《屋頂動物園-嵐波島奇幻大冒險》飾演 男主角安安

## 音樂作品
- 2013年　〈心想好意〉收錄於《兒童靜思語音樂專輯２》
- 2016年　〈只有愛〉《華山站達斯克音樂祭主題曲》

## 代言作品
- 2023年 SUPER DINO恐龍救援隊卡通年度代言
- 2023年 DINO時空探險隊卡通年度代言
- 2023年 家樂氏格格脆年度代言
- 2023年 PANDA藻精蛋白年度代言
- 2023年 聯華食品滿天星年度代言
- 2023年 阿奇幼幼園卡通代言
- 2022年 聯華食品滿天星年度代言
- 2022年 阿奇幼幼園卡通代言
- 2022年 SUPER10卡通代言
- 2021年 聯華食品滿天星年度代言
- 2021年 阿奇幼幼園卡通代言
- 2021年 SUPERWINGS卡通代言
- 2021年 少年阿貝GOGO小芝麻卡通代言
- 2021年 新北兒童藝術節代言

## 獎項紀錄
| 年份   | 頒獎典禮     | 獎項                 | 節目                         | 結果 |
| ------ | ------------ | -------------------- | ---------------------------- | ---- |
| 2014年 | 第49屆金鐘獎 | 兒童少年節目主持人獎 | 《當我們童在一起》           | 提名 |
| 2014年 | 第49屆金鐘獎 | 兒童少年節目主持人獎 | 《生活裡的科學》             | 獲獎 |
| 2016年 | 第51屆金鐘獎 | 兒童少年節目主持人獎 | 《生活裡的科學》             | 提名 |
| 2016年 | 第51屆金鐘獎 | 數位應用獎           | 《當VR音聲「遇上」文化平權》 | 獲獎 |
| 2019年 | 第54屆金鐘獎 | 兒童少年節目主持人獎 | 《伯源哥哥的祕密屋》         | 提名 |
| 2021年 | 第56屆金鐘獎 | 兒童少年節目主持人獎 | 《Try科學》                  | 提名 |
| 2022年 | 第57屆金鐘獎 | 兒童少年節目主持人獎 | 《Try科學》                  | 提名 |
| 2023年 | 第58屆金鐘獎 | 兒童少年節目主持人獎 | 《一樣不一樣》               | 獲獎 |

## 外部連結
- 星星哥哥 王伯源的facebook粉絲專頁
- 星星哥哥 王伯源的Instagram
- 王伯源 Michael的新浪微博